# Rottweil
Rottweil (pronunciación en alemán: /ˈʁɔtvaɪ̯l/ⓘ) es una ciudad de Alemania perteneciente al estado federado de Baden-Wurtemberg. Rottweil está ubicada entre la Selva Negra y la Jura de Suabia. El río Neckar pasa por la ciudad.

## Historia

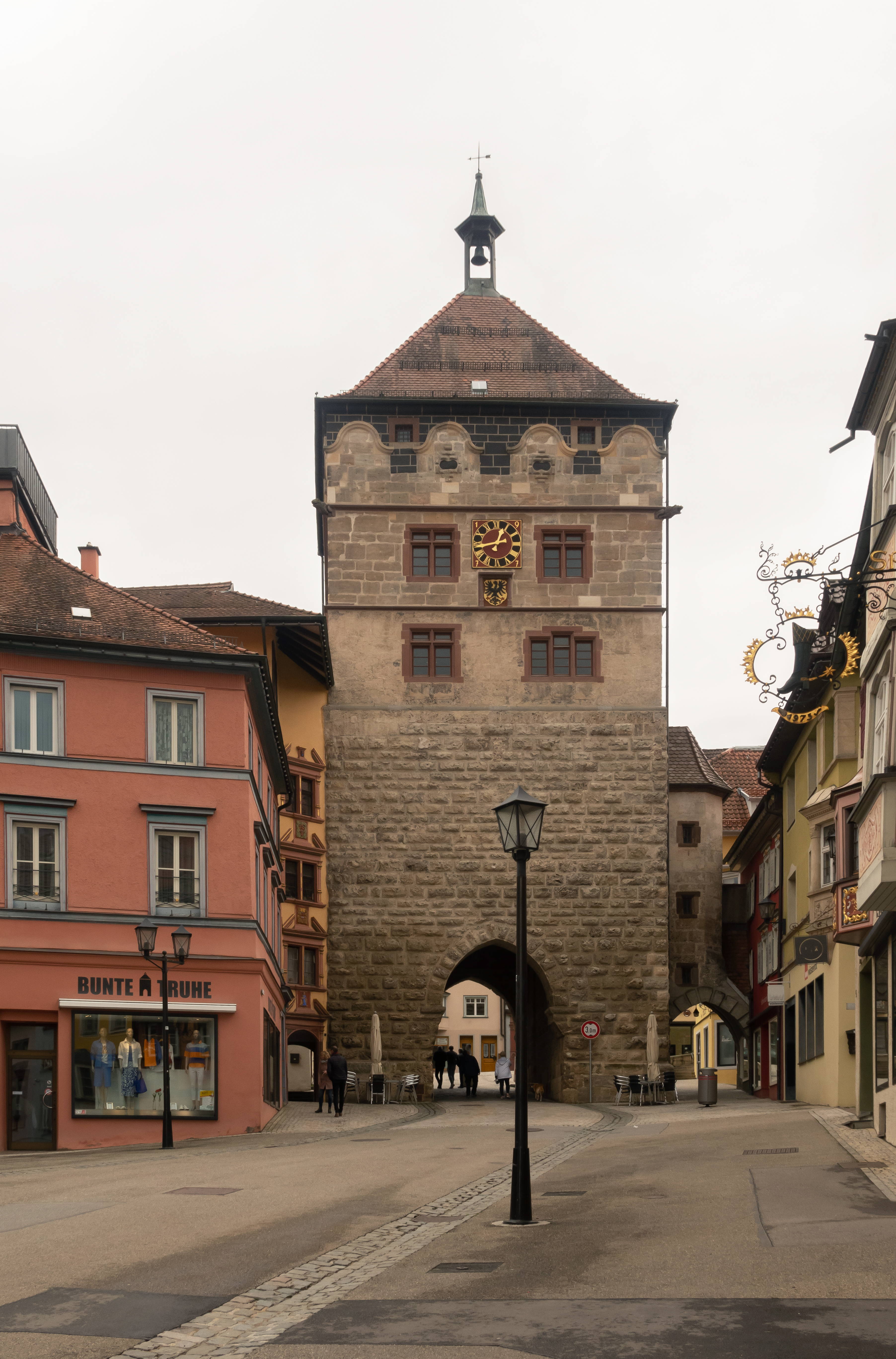
La Torre Negra en Rottweil.

Fue fundada por los romanos en el año 73 como Arae Flaviae y se convirtió en municipium, con restos de civilización que datan del siglo XX a. C. aproximadamente.
Durante la Edad Media la ciudad estuvo bajo el control del Sacro Imperio Romano Germánico. Durante este periodo se convirtió en una ciudad imperial libre.
Fue ocupada por las tropas francesas durante la guerra de los Treinta Años el 19 de noviembre de 1643 y liberada por las tropas imperiales tras la batalla de Tuttlingen, días después.
En 1803 durante la Mediatización y secularización pasó a formar parte del Ducado de Wurtemberg, aliado de Napoleon.
Rottweil está ubicada entre la Selva Negra y el Jura de Suabia, es una pequeña ciudad de 25.000 habitantes aproximadamente con un centro medieval muy bien conservado. Es capital del distrito rural (Landkreis) homónimo.
Dada su ubicación a medio camino entre Stuttgart y Zúrich y entre Baviera y Baden a corta distancia de la autopista A-81, Rottweil es hoy en día un concurrido cruce de caminos. Los trenes que cubren la línea internacional de ferrocarril entre Alemania y Suiza hacen parada en su estación.
La ciudad sirve también como puerta de entrada al Jura de Suabia

## Tradiciones
Es conocida por su carnaval (conocido como Fasnet) que bebe de una tradición muy antigua y se caracteriza por el uso de vistosas máscaras talladas en madera policromada. Las cofradías de Carnaval preparan la celebración cuidadosamente durante todo el año. Para entrar en cualquiera de estas cofradías es necesario ser de confesión católica y hablar el dialecto suabo con fluidez.
La raza de perros Rottweiler proviene de esta ciudad.